# 北川謙二
北川謙二（日语：北川 謙二，1979年8月11日—），日本製作人、運輸業經營業者。神奈川縣出身的北川原本是在女子偶像團體AKB48幕後的經營公司AKS旗下專門進行影片編輯的子公司——KRK製作（KRKプロデュース）任職，之後成為AKB48計畫的助理製作人。北川主要負責的是影片相關的產品製作，因而經常列名在唱片或其他衍生作品的工作人員名單中，並因為成為NMB48單曲作品《北川謙二》的曲名而廣為人知。

## 簡介
除了擔任AKB48與其姊妹團體影片作品的助理製作人外，北川同時也是一家名為north river（ノース・リバー，公司名稱源自北川的姓氏之意譯）的小型租車與現場演唱會承辦公司之負責人，公司名稱經常以協力單位的名義出現在作品的製作團隊名單。
但是，真正讓北川廣為人知的原因，是以大阪為活動中心的NMB48在2012年11月時發表的第六張單曲唱片，直接就以北川的姓名作為新歌曲的曲名，並反覆在副歌的歌詞內容中提及，北川本人也在本曲的MV中出演。由於北川在新單曲發表之前原本是個默默無聞、連NMB48的成員都不太認識的幕後工作人員，雖然只是借用了其人名作為曲名，歌詞內容與北川本人的事蹟並無太大關連，但嶄新的命名方式仍然引起媒體與歌迷的關注，甚至使得「北川謙二到底是誰？」（北川謙二って誰？）之類的發言一時成為推特上的流行話題。
在因為NMB48的歌曲而出名之後，北川開始偶爾出現在幕前，例如與NMB48或其他姊妹團體一同出席電視節目與演唱會，甚至在NMB48的握手會中特別增設了與正規成員一樣的握手攤位，和前往參與的歌迷接觸。在2012年底舉行的「第2屆AKB48紅白対抗歌合戦」中，北川與JKT48成員身穿同樣衣裝一同表演了《北川謙二》的印尼語版本，並站在中央（center）位置。隔年年底的「第3屆AKB48紅白對抗歌合戰」中，北川再度登台，與AKB48的資深成員小嶋陽菜合唱了男女對唱曲《我倆有一腿》（2人はデキテル），此曲並被收錄在2014年5月發行的AKB48第36張單曲《拉布拉多犬》（ラブラドール・レトリバー）的劇場盤版本中。

## 负面新闻
- 他所经营的公司north river多次违反法律法规，受到行政处罚[4][5][6]。

## 作品

### 導演

#### 電視節目
- 《馬路須加學園》（2010年1月8日 - 3月26日，東京電視台）※製作總監
- 《AKB48短劇「微妙〜」》（2011年9月29日 - 2012年2月23日，光TV（日语：ひかりTV））

#### DVD、藍光光碟
- 前田敦子1st DVD《無防備》（2009年2月13日，光文社發行）
- 前田敦子1st DVD《無防備》平価版（2011年7月6日，國王唱片發行）
- 前田敦子1st 藍光光碟《無防備》（2011年7月6日，國王唱片發行）

### 製作

#### MV
- AKB48
  - NEW SHIP[7]
  - 仲夏的Sounds good![8]
  - 3滴眼淚[8]
  - Gugutasu的天空[8]
  - 給我吧、達令![8]
  - 格子花紋[1]
  - 夢河[1]
  - DoReMiFa音痴[1]
  - 如此波西米亞[1]
  - Show fight![1]
  - UZA[9]
  - 下一個Season[9]
  - 破壞&重建[9]
  - 格子花紋〜高橋榮樹監督ver.〜[9]
- 岩佐美咲
  - 無人車站[10]
- 指原莉乃
  - 懦弱的化妝舞會[11]
- NO NAME
  - 關於希望（NO NAME 成員Version）[12]
- SKE48
  - 單戀Finally[13]
  - 接吻可是左撇子[14]
- SDN48
  - 在麻布十番勸說[15]
  - 想做店氏[15]
  - 毫不認輸Congratulation[16]
  - 滴溜[16]

#### 電視節目
- 馬路須加學園2（2011年4月15日 - 7月1日、東京電視台）※Making製作人
- 欺詐偶像（2012年1月13日 - 4月6日、東京電視台）※Making製作人
- 馬路須加學園3（2012年7月13日 - 10月5日、東京電視台）※Making製作人
- AKB48的真格挑戰（2012年6月29日 - 、ひかりTV）

#### 其他
- AKB48
  - 「GIVE ME FIVE!」付屬DVD[7]
    - 「GIVE ME FIVE! MAKING 前編」
    - 「GIVE ME FIVE! MAKING 後編」
    - 「美しいMIX講座」
    - 「美しいoverture&アンコール講座」
- 前田敦子
  - 「Flower」付屬DVD[17]
    - 「Flowerが咲くまで〜前田敦子の軌跡〜」
    - 「前田敦子ファッションブック『今、着てみたいお洋服』」
    - 「前田敦子スペシャルインタビュー『今、考えていること』」
    - 「Making the music video 『Flower』」

  - 「你就是我」付屬DVD[18]
    - 「Making the music video 『君は僕だ』」
    - 「前田敦子 卒業ドキュメント・インタビュー『これからの、私』」
    - 「僕たちのご主人様〜愛犬たちと前田敦子の日常〜」
- 岩佐美咲「無人車站」付屬DVD「無人車站 MAKING VIDEO」[10]

### 製作人
- AKB48
  - 《甜與苦》（スイート&ビター）[7]
  - 《牧羊人之旅》（羊飼いの旅）[7]

### 製作

#### 電影
- 《AKB48 永遠在一起》（DOCUMENTARY of AKB48 Show must go on 少女たちは傷つきながら、夢を見る，2012年1月27日，東宝映像事業部）
- 《AKB48 笑淚交織》（DOCUMENTARY of AKB48 NO FLOWER WITHOUT RAIN 少女たちは涙の後に何を見る?，2013年2月1日，東寶映像事業部）

## 外部連結
- north river公司官方網站（页面存档备份，存于）（日語）
- YouTube上的NMB48單曲《北川謙二》（NMB48官方頻道）（日語）